# Tophet Bastion
Die Tophet Bastion ist ein auffälliges, vereistes und 1,5 km langes Kliff mit vorgelagertem Schuttkegel an der Südküste von Coronation Island im Archipel der Südlichen Orkneyinseln. Sie liegt 1,5 km östlich des Saunders Point.
Eine grobe Kartierung nahmen Teilnehmer der britischen Discovery Investigations im Jahr 1933 vor. Die Benennung erfolgte durch den Falkland Islands Dependencies Survey nach einer Vermessung von 1948 bis 1949. Der Name leitet sich vom kanaanitischen Kultplatz Tofet aus dem Tanach ab.